# Urianhai

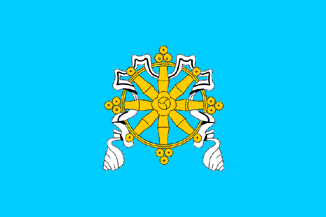
Bandera de l'Urianhai 1914-1917

Urianhai és el nom de la República de Tuva abans de 1919.
La regió del Urianhai es va rebel·lar contra la Xina el 1885. El 1911 en enfonsar-se l'imperi xinès els nacionalistes es van fer els amos de tot el país i van ser independents del 1911 al 1914, quan van demanar el protectorat rus. Urianhai es va posar sota protectorat rus el 17 d'abril de 1914 amb el govern nacionalista feudal al seu front. La seva bandera (ja d'abans del 1911) es creu que era blava amb la roda budista (Xakra) daurada.
El govern de l'Urianhai fou enderrocat el 1917 i l'administració local feudal va desaparèixer gràcies a revolucionaris russos. Un govern menxevic (que es va dir administració provisional de l'Urianhai) va actuar per uns mesos el 1917 però el 1918 fou substituït per un govern bolxevic (anomenat Comuna de treballadors russos de l'Urianhai). El país fou de facto annexionat a Rússia encara que de "jure" es mantenia el protectorat.
El març de 1919 els xinesos van reocupar el país i el van annexionar.